# Björn Swanson
Björn Swanson (* 22. März 1984 in Berlin) ist ein deutsch-US-amerikanischer Koch und Gastronom.

## Leben
Swanson wurde 1984 in Berlin als Sohn einer Deutschen und eines US-Amerikaners geboren. Nach seinem Schulabschluss zog er für zwei Jahre zu seinem Onkel in die USA. Er meldete sich freiwillig für den Dienst bei den US-Marines, wo er sich schwer verletzte und aus dem aktiven Dienst entlassen wurde.
Er ging zurück nach Deutschland und begann 2002 eine Ausbildung zum Koch im Restaurant Altes Zollhaus in Kreuzberg unter Herbert Beltle. Nach dem Abschluss seiner Lehre folgten Stationen wie das Bayerische Haus in Potsdam unter Alexander Dressel, das Fischers Fritz unter Christian Lohse, die Weinbar Rutz von Marco Müller sowie das Facil unter Michael Kempf.
2015 zog es Swanson als Küchendirektor in das Gutshaus Stolpe, wo er noch im selben Jahr den Michelin-Stern für das Haus verteidigte. Im Mai 2017 eröffnete er zusammen mit Thorsten Schermall in Berlin das Restaurant Golvet, sechs Monate später folge der Eintrag im Guide Michelin und er wurde zum Berliner Meisterkoch 2019 gekürt. 2020 verließ er das Restaurant, nachdem er sich mit der Betreibergesellschaft 40seconds nicht auf eine weitere Zusammenarbeit einigen konnte.
Im Oktober 2020 eröffnete er sein erstes eigenes Restaurant Faelt in Berlin, mit dem er erneut mit einem Michelin-Stern ausgezeichnet wurde.
Im Januar 2022 kaufte Swanson, zusammen mit Geschäftspartnern das Hotel Jardi in Artà auf Mallorca. Im Juli desselben Jahres folgte dann die Eröffnung des „the Benedict“ in Trier sowie im Oktober die Eröffnung des JORD in Berlin-Mitte.
Zudem hatte er mit dem The Dawg einen Fine-Dining-Hot-Dog-Laden in Berlin und ist Inhaber von The Mind Behind, einem Unternehmen für gastronomische Konzeptentwicklungen und Beratung.
Er ist verheiratet und hat zwei Kinder.

## TV-Auftritte
Swanson war Gastjuror in der 7. Staffel von The Taste und war im Februar 2022 Kochgegner von Tim Mälzer in einer Episode der 7. Staffel von dessen VOX-Format Kitchen Impossible. Zudem war er Koch-Coach von Evelyn Weigert, Paul Panzer und Uwe Ochsenknecht in der zweiten Folge des Grill den Henssler Sommer-Special 2022.